# Esmoriz
Esmoriz is een stad en freguesia in de Portugese gemeente Ovar in het district Aveiro. In 2001 was het inwonertal 10.993 op een oppervlakte van 9,05 km². Esmoriz heeft sinds 2 juni 1993 de status van stad (cidade).